# William Hazlitt

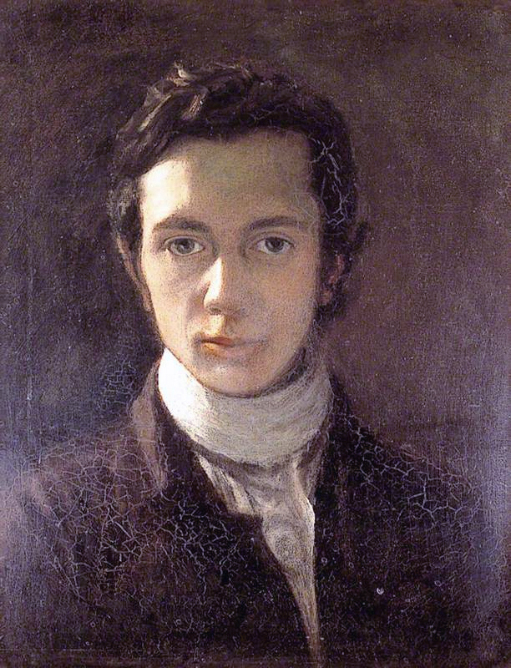
William Hazlitt

William Hazlitt (n. 10 aprilie 1778, Maidstone, Anglia, Regatul Marii Britanii – d. 18 septembrie 1830, Londra, Regatul Unit al Marii Britanii și Irlandei) a fost un eseist, critic literar, lingvist și filosof englez.
Prin studiile și criticile sale literare, este considerat întemeietorul criticii dramatice în Anglia și un precursor al romantismului.

## Scrieri
- 1817: Caracterele în piesele lui Shakespeare ("The Characters of Shakespeare's Plays")
- 1818: Privire asupra teatrului englez ("A Review of the English Stage")
- 1819: Poeții comici englezi ("The English Comic Writers")
- 1820: Literatura dramatică în perioada elisabetană ("The Dramatic Literature of the Age of Elizabeth")
- 1823: Liber amoris
- 1825: Spiritul epocii ("The Spirit of the Age").

## Legături externe
- en  WilliamHazlitt.org Arhivat în 31 mai 2007, la Wayback Machine.
- en  Opere la Project Gutenberg
- en  Opere la Internet Archive